# Eilema insignis
Eilema insignis là một loài bướm đêm thuộc phân họ Arctiinae, họ Erebidae.